# Plèione
Plèione (Πληιόνη en grec antic) és una nimfa de la mitologia grega, filla d'Oceà i de Tetis. Es va casar-se amb el tità Atles i junts van tenir les Plèiades. Algunes versions també mencionen que va ser mare de les Híades i d'un fill anomenat Hiant. El relat mitològic explica que el gegant Orió es va enamorar de Plèione i de les seves filles, perseguint-les durant un quinquenni per la regió de Beòcia. Finalment, tant Plèione com les seves filles van ser transformades en estels.